# パハルプールの仏教寺院遺跡群
パハルプールの仏教寺院遺跡群（Ruins of the Buddhist Vihara at Paharpur）はバングラデシュ、ラジシャヒ管区ナウガウン県にある大乗仏教精舎の跡。8世紀半ばから、9世紀にかけて建設された。パハルプールは地名であり、ソーマプラ僧院（Somapura Mahavihara, ソマプーラ僧院）が精舎である。ベンガル語でパハルは「山」、プールは「中核」を意味する。
バングラデシュはイスラム教国であるが、当時、この地域はパーラ王朝の支配を受け、その時代には仏教が大いに栄えた。これと共に、この地域には多数の仏教寺院が建設され、その最大級のものがパハルプールである。同じ時代にはヴィクラマシーラ僧院、ナーランダ僧院などが建設されている。

## 建築様式
建築当時、ここには尖塔が建っていたと思われるが、現在では、レンガ造りの基礎と周壁が残っているだけである。

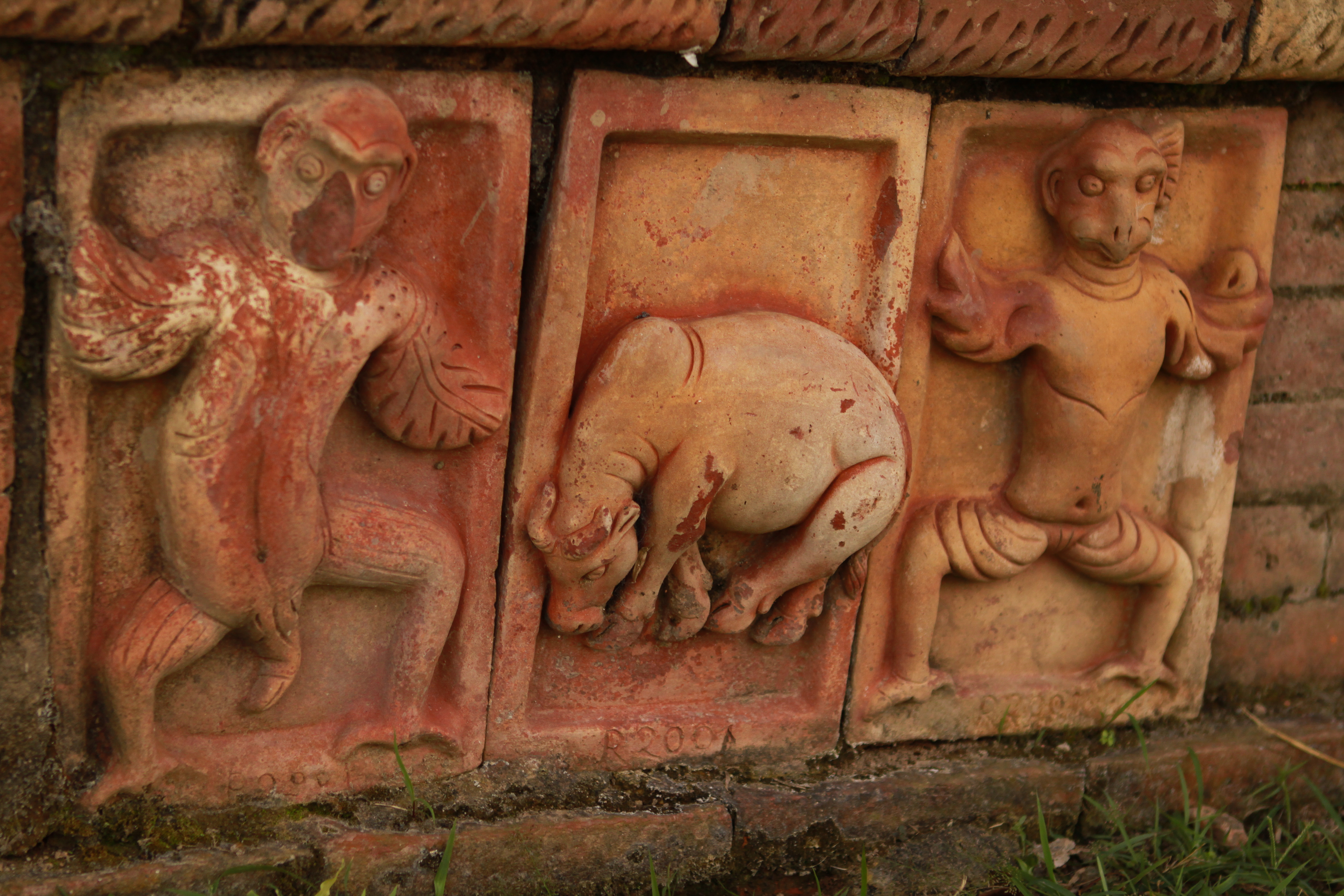
塑像

ここはかつて、一辺330mの敷地内に177の僧院、72の台座、中座、仏舎利塔が存在し、1000人もの僧を収容することが出来る仏教寺院であった。この施設配置は、インド仏教末期の典型的な配置であり、当時の中核的な仏教施設であったと言われている。
各部屋には中庭へ続く樋があり、当時既に下水道施設が存在したものと思われる。
壁にはおよそ2,800枚に及ぶ粘土を素焼きにした塑像がはめ込まれており、そこには仏陀やヒンドゥー教の神々、動物や人などが描かれている。
このような理由から、パハルプールはこの一帯における仏教の中心として発達、巡礼者は17世紀まで続いた。また、建築様式はビルマ（ミャンマー）のパガン遺跡やクメール（カンボジア）のアンコール遺跡に多大な影響を与えたと言われている。

## その他
- 頂上からは敷地全体が見渡せて眺めがよい。しかし、近年、遺跡の破壊が進んでいることから、登ることは禁止されているので注意が必要。
- 敷地内には、パハルプールを紹介した博物館が存在する。

## 登録基準
この世界遺産は世界遺産登録基準のうち、以下の条件を満たし、登録された（以下の基準は世界遺産センター公表の登録基準からの翻訳、引用である）。
- (1) 人類の創造的才能を表現する傑作。
- (2) ある期間を通じてまたはある文化圏において、建築、技術、記念碑的芸術、都市計画、景観デザインの発展に関し、人類の価値の重要な交流を示すもの。
- (6) 顕著で普遍的な意義を有する出来事、現存する伝統、思想、信仰または芸術的、文学的作品と直接にまたは明白に関連するもの（この基準は他の基準と組み合わせて用いるのが望ましいと世界遺産委員会は考えている）。

## ギャラリー

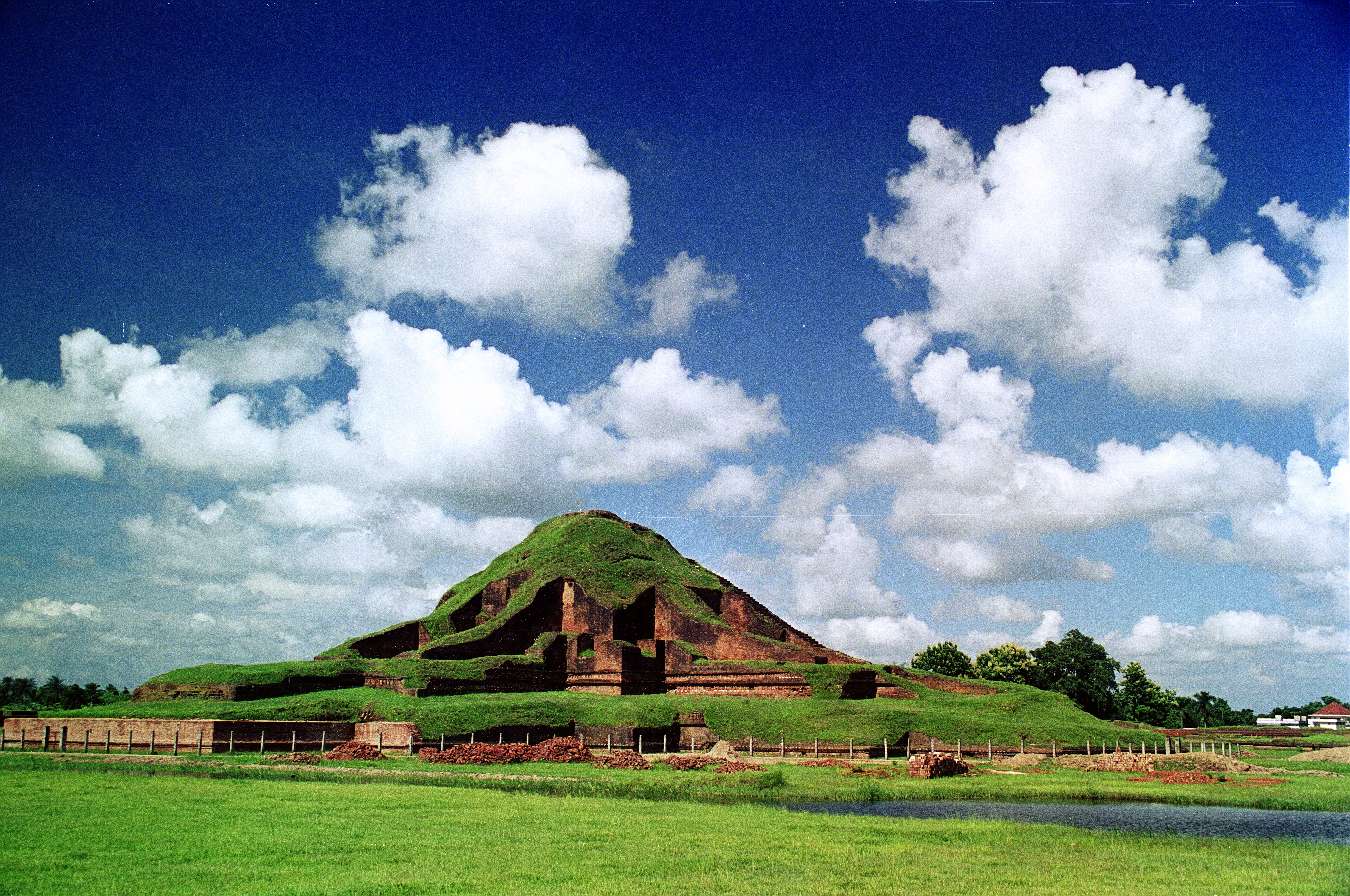
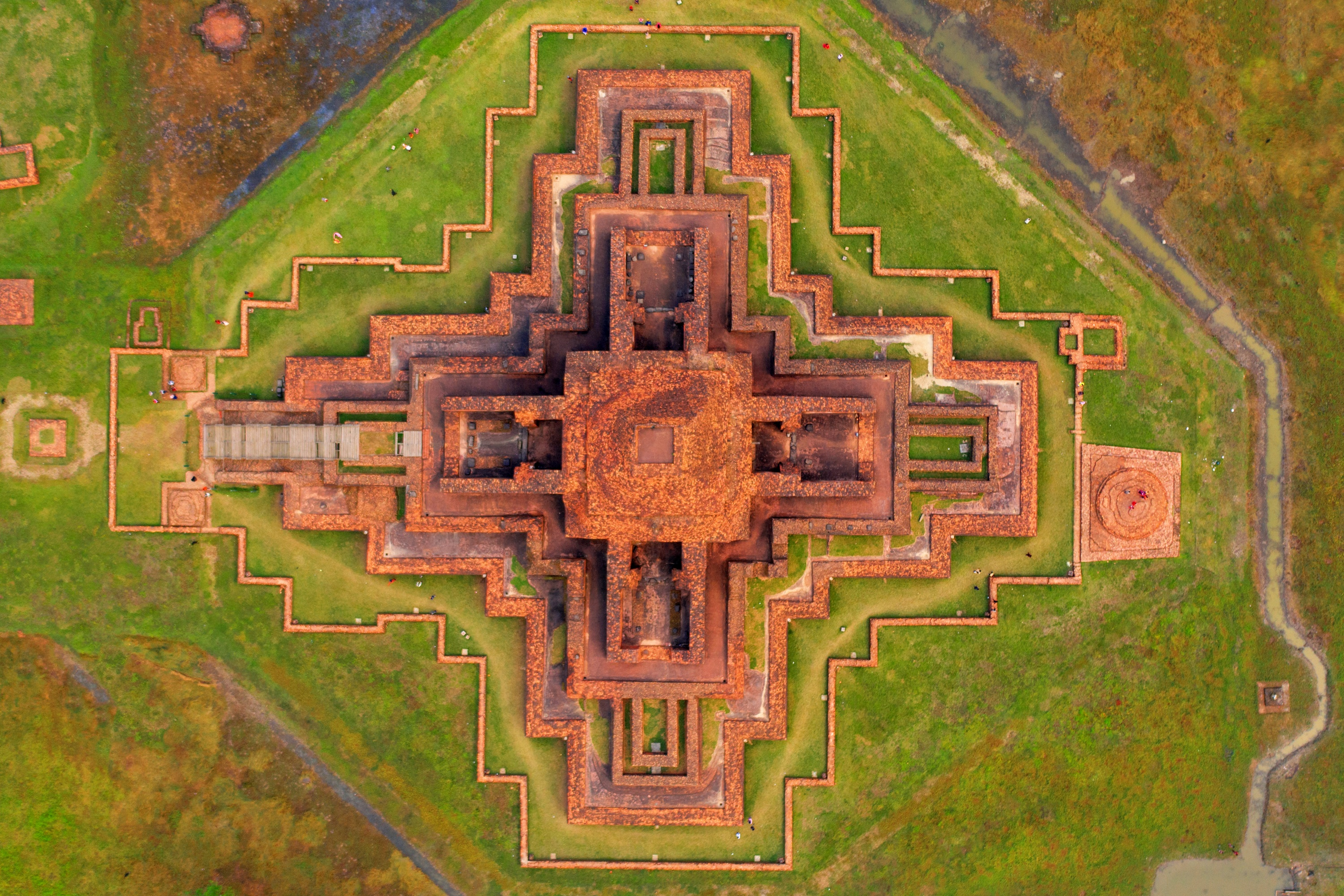
中央僧院(上空)
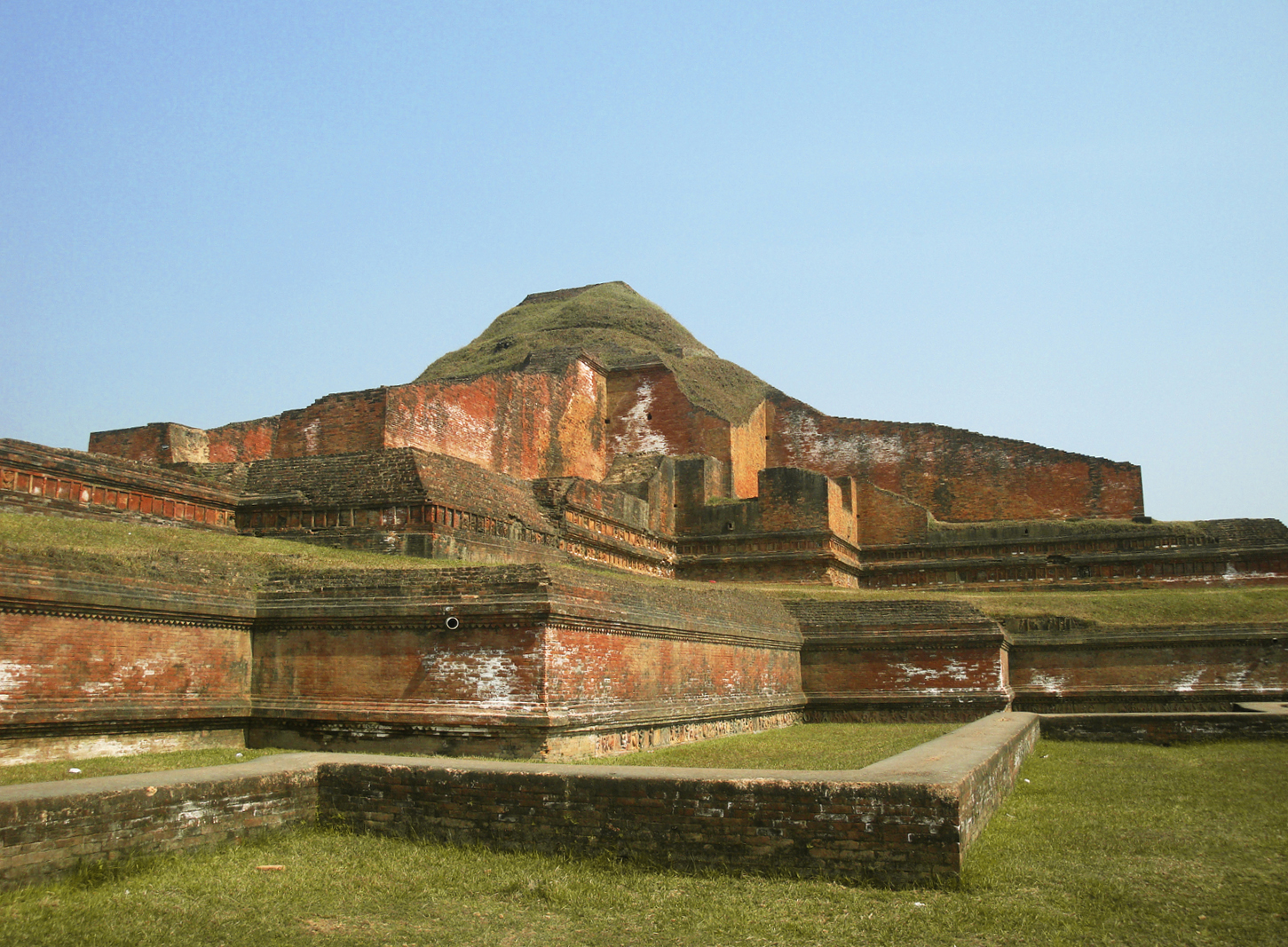